# 서울특별시의 문화유산자료
서울특별시의 문화재자료는 「문화재보호법」 제2조제2항제3호 및 법 제70조제2항에 따라 지정되지 아니한 문화재 중 시장이 향토 문화 보존상 필요하다고 인정하여 지정한 "서울특별시 문화재자료"를 말한다.

## 지정목록
| 번호 | 사진 | 명칭                                                                      | 소재지                                            | 관리자 (단체)           | 지정일                                                                                    | 참조 |
| 1호  |      | 박노수가옥 (朴魯壽家屋)                                                   | 서울 종로구 옥인동 168-2                          | 박노수                  | 1991년 5월 28일 지정                                                                      | ,    |
| 2호  | .    | 가회동 이준구 가옥 (嘉會洞 李俊九 家屋)                                   | 서울 종로구 가회동 31-1                           | 이준구                  | 1991년 5월 28일 지정                                                                      | ,    |
| 3호  |      | 지장사 약사불도 (地藏寺 藥師佛圖)                                         | 서울 동작구 동작동 280                            | 지장사                  | 1999년 5월 19일 지정, 2009년 6월 4일 명칭 변경                                            | ,    |
| 4호  |      | 지장사능인보전신중도 (地藏寺能仁寶殿神衆圖)                               | 서울 동작구 동작동 280                            | 지장사                  | 1999년 5월 19일 지정                                                                      | ,    |
| 5호  |      | 지장사 칠성도 (地藏寺 七星圖)                                             | 서울 동작구 동작동 280                            | 지장사                  | 1999년 5월 19일 지정, 2009년 6월 4일 명칭 변경                                            | ,    |
| 6호  |      | 지장사 독성도 (地藏寺 獨聖圖)                                             | 서울 동작구 동작동 280                            | 지장사                  | 1999년 5월 19일 지정, 2009년 6월 4일 명칭 변경                                            | ,    |
| 7호  |      | 지장사 산신도 (地藏寺 山神圖)                                             | 서울 동작구 동작동 280                            | 지장사                  | 1999년 5월 19일 지정, 2009년 6월 4일 명칭 변경                                            | ,    |
| 8호  |      | 호압사 석불좌상(약사불) (虎壓寺 石佛坐像(藥師佛))                         | 서울 금천구 시흥2동 234                           | 호압사                  | 2000년 4월 10일 지정, 2009년 6월 4일 명칭 변경                                            | ,    |
| 9호  |      | 백사 이항복 집터(필운대) (백사 이항복 집터(弼雲臺))                       | 서울 종로구 필운동 산1-2                          | 종로구청                | 2000년 7월 15일 지정, 2008년 10월 30일 명칭 변경                                          | ,    |
| 10호 |      | 진관사 석불좌상 (津寬寺 石佛坐像)                                         | 서울 은평구 진관외동 1                            | 진관사                  | 2002년 3월 15일 지정, 2009년 6월 4일 명칭 변경                                            | ,    |
| 11호 |      | 진관사 소 독성상 (津寬寺 塑 獨聖像)                                       | 서울 은평구 진관외동 1                            | 진관사                  | 2002년 3월 15일 지정, 2009년 6월 4일 명칭 변경                                            | ,    |
| 12호 |      | 진관사 독성도 (津寬寺 獨聖圖)                                             | 서울 은평구 진관외동 1                            | 진관사                  | 2002년 3월 15일 지정, 2009년 6월 4일 명칭 변경                                            | ,    |
| 13호 |      | 종친부 터 우물 (宗親府 터 우물)                                           | 서울 종로구 소격동 165                            | 기무사                  | 2002년 3월 15일 지정, 2008년 10월 30일 명칭 변경                                          | ,    |
| 14호 |      | 응선사대웅전산신도 (應禪寺大雄殿山神圖)                                   | 서울 종로구 부암동 95-13                          | 응선사                  | 2003년 9월 5일 지정, 2009년 6월 4일 명칭 변경                                             | ,    |
| 15호 |      | 안양암대웅전신중도 (安養庵大雄殿神衆圖)                                   | 서울 종로구 창신동 130-1                          | 안동권씨감은사          | 2004년 9월 30일 지정                                                                      | ,    |
| 16호 |      | 안양암 지장시왕괘불도 (安養庵 地藏十王掛佛圖)                             | 서울 종로구 창신동 130-1                          | 안동권씨감은사          | 2004년 9월 30일 지정, 2009년 6월 4일 명칭 변경                                            | ,    |
| 17호 |      | 안양암 지장시왕도 (安養庵 地藏十王圖)                                     | 서울 종로구 창신도 130-1                          | 안동권씨감은사          | 2004년 9월 30일 지정, 2009년 6월 4일 명칭 변경                                            | ,    |
| 18호 |      | 안양암명부전시왕도및사자도 (安養庵冥府殿十王圖및使者圖)                   | 서울 종로구 창신동 130-1                          | 안동권씨감은사          | 2004년 9월 30일 지정                                                                      | ,    |
| 19호 |      | 안양암천오백불전신중도 (安養庵千五百佛殿神衆圖)                           | 서울 종로구 창신동 130-1                          | 안동권씨감은사          | 2004년 9월 30일 지정                                                                      | ,    |
| 20호 |      | 안양암 삼불회도 (安養庵 三佛會圖)                                         | 서울 종로구 창신동 130-1                          | 안동권씨감은사          | 2004년 9월 30일 지정, 2009년 6월 4일 명칭 변경                                            | ,    |
| 21호 |      | 안양암 칠성도 (安養庵 七星圖)                                             | 서울 종로구 창신동 130-1                          | 안동권씨감은사          | 2004년 9월 30일 지정, 2009년 6월 4일 명칭 변경                                            | ,    |
| 22호 |      | 안양암 지장삼존상 및 시왕상 일괄 (安養庵 地藏三尊像 및 十王像 一括)       | 서울 종로구 창신동 130-1                          | 안동권씨감은사          | 2004년 9월 30일 지정, 2009년 6월 4일 명칭 변경                                            | ,    |
| 23호 |      | 안양암 명부전 시왕상 및 권속 18구 (安養庵 冥府殿 十王像 및 眷屬 十八軀)   | 서울 종로구 창신동 130-1                          | 안동권씨감은사          | 2004년 9월 30일 지정, 2009년 6월 4일 해제, 서울 문화재자료 22호로 통합                    | ,    |
| 24호 |      | 안양암 석 치성광불좌상 및 권속 (安養庵 石 熾盛光佛佛坐像및 眷屬)          | 서울 종로구 창신동 130-1                          | 안동권씨감은사          | 2004년 9월 30일 지정, 2009년 6월 4일 명칭 변경                                            | ,    |
| 25호 |      | 안양암천오백불전아미타삼존상 (安養庵千五百佛殿 阿彌陀三尊像)              | 서울 종로구 창신동 130-1                          | 안동권씨감은사          | 2004년 9월 30일 지정                                                                      | ,    |
| 26호 |      | 안양암 천오백불상 (安養庵 千五百佛像)                                     | 서울 종로구 창신동 130-1                          | 안동권씨감은사          | 2005년 9월 30일 지정, 2009년 6월 4일 명칭 변경                                            | ,    |
| 27호 |      | 사신당 무신도 및 현판 일괄 (使臣堂 巫神圖 및 懸板 一括)                   | 서울 은평구 진관내동 산68-6                       | 김형순                  | 2005년 2월 11일 지정, 2009년 6월 4일 명칭 변경, 2019년 10월 10일 해제, 경기 고양시로 변경 | ,    |
| 28호 |      | 법수선원 산신도 (法水禪院 山神圖)                                         | 서울 강남구 세곡동 261-18                         | (재)선학원              | 2005년 2월 11일 지정                                                                      | ,    |
| 29호 |      | 부안군 이석수 묘역 (扶安君 李碩壽 墓域)                                   | 서울 동작구 동작동 산41-2                         | 국방부                  | 2005년 9월 15일 지정                                                                      | ,    |
| 30호 |      | 청룡사 독성도 (靑龍寺 獨聖圖)                                             | 서울 종로구 숭인동17번지(청룡사)                  | 대한불교조계종 청룡사   | 2005년 12월 29일 지정                                                                     | ,    |
| 31호 |      | 청룡사 산신도 (靑龍寺 山神圖)                                             | 서울 종로구 숭인동17번지(청룡사)                  | 대한불교조계종 청룡사   | 2005년 12월 29일 지정                                                                     | ,    |
| 32호 |      | 학림사 석불좌상 (鶴林寺 石佛座像)                                         | 서울 노원구 상계4동 산 1번지 (학림사)             | 대한불교조계종 학림사   | 2006년 5월 11일 지정                                                                      | ,    |
| 33호 |      | 진관사칠성각 (津寬寺 七星閣)                                              | 서울 은평구 진관외동 1번지                        | .                       | 2006년 10월 19일 지정                                                                     | ,    |
| 34호 |      | 진관사독성전 (津寬寺 獨聖殿)                                              | 서울 은평구 진관외동 1번지                        | .                       | 2006년 10월 19일 지정                                                                     | ,    |
| 35호 |      | 정각사 석가불도 (正覺寺 釋迦佛圖)                                         | 서울 성북구 삼선동 1가 227-12 정각사              | 정각사                  | 2007년 5월 10일 지정, 2009년 6월 4일 명칭 변경                                            | ,    |
| 36호 |      | 일원동 불국사 석불좌상 (逸院洞 佛國寺 石佛坐像)                           | 서울 강남구 일원본동 442번지 불국사               | 불국사                  | 2007년 5월 10일 지정                                                                      | ,    |
| 37호 |      | 마포 최사영 고택 (麻浦 崔思永 古宅)                                       | 서울 성북구 성북동 9-21 외                        | .                       | 2007년 5월 30일 지정                                                                      |      |
| 38호 |      | 봉은사 영산전 사자도 (奉恩寺 靈山殿 使者圖)                               | 서울 강남구 삼성동 73 번지 봉은사                 | 대한불교족조계종 봉은사 | 2007년 9월 27일 지정, 2009년 6월 4일 명칭 변경                                            | ,    |
| 39호 |      | 봉은사 영산전 신중도 (奉恩寺 靈山殿 神衆圖)                               | 서울 강남구 삼성동 73번지 봉은사                  | 대한불교조계종봉은사    | 2007년 9월 27일 지정                                                                      | ,    |
| 40호 |      | 영취사 오층석탑 (靈鷲寺 五層石塔)                                         | 서울 성북구 정릉동 산1번지 영취사                 | 대한불교조계종 영취사   | 2007년 12월 27일 지정                                                                     | ,    |
| 41호 |      | 고산구곡도 판화 (高山九曲圖 판화)                                         | 서울 중랑구 면목동 374-10                         | 황송환                  | 2007년 12월 27일 지정, 2008년 10월 9일 해제, 강원도 무릉박물관 소장                       | ,    |
| 42호 |      | 불교제중원오층석탑및표석,석등 (佛敎濟衆院 五層石塔 및 標石, 石燈)         | 서울 강남구 개포동 152번지 경기여고 내            | .                       | 2009년 1월 2일 지정                                                                       | ,    |
| 43호 |      | 농기 일괄 (農旗 一括)                                                     | 서울 중구 충정로 1가 75 농업박물관                | 농협중앙회              | 2009년 3월 5일 지정                                                                       | ,    |
| 44호 |      | 양천현 홀기 (陽川縣 笏記)                                                 | 서울 강서구                                       | 서울특별시 향교재단     | 2009년 3월 5일 지정                                                                       | ,    |
| 45호 |      | 기원사 산신도 (地藏菴 山神圖)                                             | 서울 노원구 월계동 392-106                        | 대한불교조계종 기원사   | 2009년 3월 5일 지정                                                                       | ,    |
| 46호 |      | 지장암 대웅전 신중도 (地藏菴 大雄殿 神衆圖)                               | 서울 종로구 창신2동 626-3 지장암                  | 한국불교 태고종 지장암  | 2009년 3월 5일 지정                                                                       | ,    |
| 47호 |      | 청련사 수월관음도 (淸蓮寺 水月觀音圖)                                     | 서울 동작구 대방동 3-8 청련사                     | 주지 이한성             | 2009년 8월 13일 지정                                                                      | ,    |
| 48호 |      | 청련사 아미타불도 (淸蓮寺 阿彌陀佛圖)                                     | 서울 동작구 대방동 3-8 청련사                     | 주지 이한성             | 2009년 8월 13일 지정                                                                      | ,    |
| 49호 |      | 청련사 신중도 (淸蓮寺 神衆圖)                                             | 서울 동작구 대방동 3-8 청련사                     | 주지 이한성             | 2009년 8월 13일 지정                                                                      | ,    |
| 50호 |      | 청련사 칠성도 (淸蓮寺 七星圖)                                             | 서울 동작구 대방동 3-8 청련사                     | 주지 이한성             | 2009년 8월 13일 지정                                                                      | ,    |
| 51호 |      | 진관동 석 아미타불좌상 (津寬洞 石 阿彌陀佛坐像)                           | 서울 은평구 진관동 산100-35                       | SH공사                  | 2011년 1월 13일 지정                                                                      |      |
| 52호 |      | ‘병인가례시’명백자청화수복문호 (‘병인가례시’銘白磁靑華壽福紋壺)           | 서울 종로구 새문안길 50 서울역사박물관            | 서울역사박물관          | 2011년 1월 13일 지정                                                                      |      |
| 53호 |      | 원구단 정문 (圜丘壇 정문)                                                 | 서울 중구 소공동 97-3                             | 서울특별시              | 2011년 7월 7일 지정                                                                       |      |
| 54호 |      | 정암사 아미타칠존도 (淨巖寺 阿彌陀七尊圖)                                 | 서울 노원구 중계동 산102-28 한국불교태고종 정암사 | 정암사                  | 2011년 9월 8일 지정                                                                       |      |
| 55호 |      | 지장암 소조지장보살좌상 및 복장유물 (地藏庵 塑造地藏菩薩坐像 및 服藏遺物) | 서울 종로구 창신동 626-3 지장암                   | .                       | 2012년 3월 22일 지정                                                                      |      |
| 56호 |      | 연화사 산신도 (蓮花寺 山神圖)                                             | 서울 동대문구 회기동 109-1                        | 대한불교조계종 연화사   | 2013년 3월 7일                                                                            |      |
| 57호 |      | 봉국사 석조여래좌상 (奉國寺 石造如來坐像)                                 | 서울 성북구 정릉2동 637번지                       | 봉국사                  | 2013년 12월 26일 지정                                                                     |      |
| 58호 |      | 삼청동문 (三淸洞門)                                                       | 서울 종로구 삼청동 63-1                           |                         | 2014년 6월 26일 지정                                                                      |      |
| 59호 |      | 백호정 (白虎亭)                                                           | 서울 종로구 누상동 27-12                          |                         | 2014년 6월 26일 지정                                                                      |      |
| 60호 |      | 월암동 (月巖洞)                                                           | 서울 종로구 송월동 2-8                            |                         | 2014년 6월 26일 지정                                                                      |      |
| 61호 |      | 미타사 감로도 (彌陀寺 甘露圖)                                             | 서울 성북구 보문사길 6-16                         | 대한불교조계종 미타사   | 2014년 7월 3일 지정, 2014년 7월 17일 번호 정정                                            |      |
| 62호 |      | 미타사 산신도 (彌陀寺 山神圖)                                             | 서울 성북구 보문사길 6-16                         | 대한불교조계종 미타사   | 2014년 7월 3일 지정, 2014년 7월 17일 번호 정정                                            |      |
| 63호 |      | 미타사 독성도 (彌陀寺 獨聖圖)                                             | 서울 성북구 보문사길 6-16                         | 대한불교조계종 미타사   | 2014년 7월 3일 지정, 2014년 7월 17일 번호 정정                                            |      |
| 64호 |      | 학도암 마애사리탑 (鶴到庵 磨崖舍利塔)                                     | 서울 노원구 중계동 3번지                          | 학도암                  | 2015년 8월 20일 지정                                                                      |      |
| 65호 |      | 천축사 마애사리탑 (天竺寺 磨崖舍利塔)                                     | 서울 도봉구 도봉산길                              | 천축사                  | 2016년 2월 18일 지정                                                                      |      |
| 66호 |      | 흥천사 약사불도 (興天寺 藥師佛圖)                                         | 서울 성북구 흥천사길 29 (돈암동, 흥천사)          | 대한불교조계종 흥천사   | 2016년 4월 7일 지정                                                                       |      |
| 67호 |      | 천지명양수륙재의찬요 (天地冥陽水陸齋儀纂要)                               | 서울 강북구 수유동                                | 운가사                  | 2016년 10월 6일 지정                                                                      |      |
| 68호 |      | 구 탑골공원 정문 (舊 塔-公園 正門)                                        | 서울 종로구 연건동 177-1 외                       | 서울대학교              | 2017년 2월 9일 지정                                                                       | ,    |
| 69호 |      | 용암사 감로왕도 (龍巖寺 甘露王圖)                                         | 서울 서대문구 봉원사로 107                        | 용암사                  | 2017년 10월 12일 지정                                                                     | ,    |
| 70호 |      | 흥천사 조왕도 (興天寺 竈王圖)                                             | 서울 성북구 흥천사길 29                           | 대한불교조계종 흥천사   | 2018년 2월 19일 지정                                                                      | ,    |
| 71호 |      | 약수사 지장시왕도 (藥水寺 地藏十王圖)                                     | 서울 관악구 약수암 1길 28                         | 대한불교조계종 약수사   | 2018년 2월 19일 지정                                                                      | ,    |
| 72호 |      | 경국대전 (經國大典)                                                       | 서울 관악구 약수암 1길 28                         | 한기수                  | 2018년 8월 9일 지정                                                                       |      |
| 73호 |      | 만해 한용운 심우송 병풍 (萬海 韓龍雲 尋牛頌 屛風)                         | 서울 종로구 부암동 362                            | 정문헌                  | 2018년 10월 18일 지정                                                                     |      |
| 74호 |      | 흥천사 석조약사여래좌상 및 복장유물 (興天寺 石造藥師如來坐像 및 腹藏遺物) | 서울 성북구 흥천사길 29                           | 흥천사                  | 2018년 12월 13일 지정, 2018년 12월 20일 정정                                              | ,    |
| 75호 |      | 송계별업 터 (松溪別業址)                                                  | 서울 강북구 수유동 산127-1                        | 국유                    | 2019년 8월 8일 지정                                                                       | ,    |